# Berenice II
Berenice Evergete (in greco antico: Βερενίκη Εὐεργέτις?, Bereníkē Euerghétis; Cirene, 267/266 a.C. – 221 a.C.), chiamata alla storiografia moderna Berenice II, è stata una regina cirenaica.
Figlia di Magas, re di Cirene, e di Apama II, figlia di Antioco I, è stata la moglie di Demetrio il Bello, figlio del re di Macedonia Demetrio I Poliorcete, e di Tolomeo III Evergete, il terzo sovrano della dinastia tolemaica d'Egitto. Figura femminile importante nel mondo ellenistico, amministrò l'Egitto mentre il marito Tolomeo III era impegnato nella terza guerra siriaca, o "guerra laodicea", e quando i due sovrani morirono vennero deificati come Θεοὶ Εὐεργέται (Theòi Euerghétai, "Dèi Benefattori"). Dopo la morte del marito, avvenuta nel 222 a.C., e l'ascesa al trono del figlio Tolomeo IV Filopatore, Berenice fu fatta assassinare dal ministro reale Sosibio, insieme ad altri membri della famiglia reale.

## Biografia

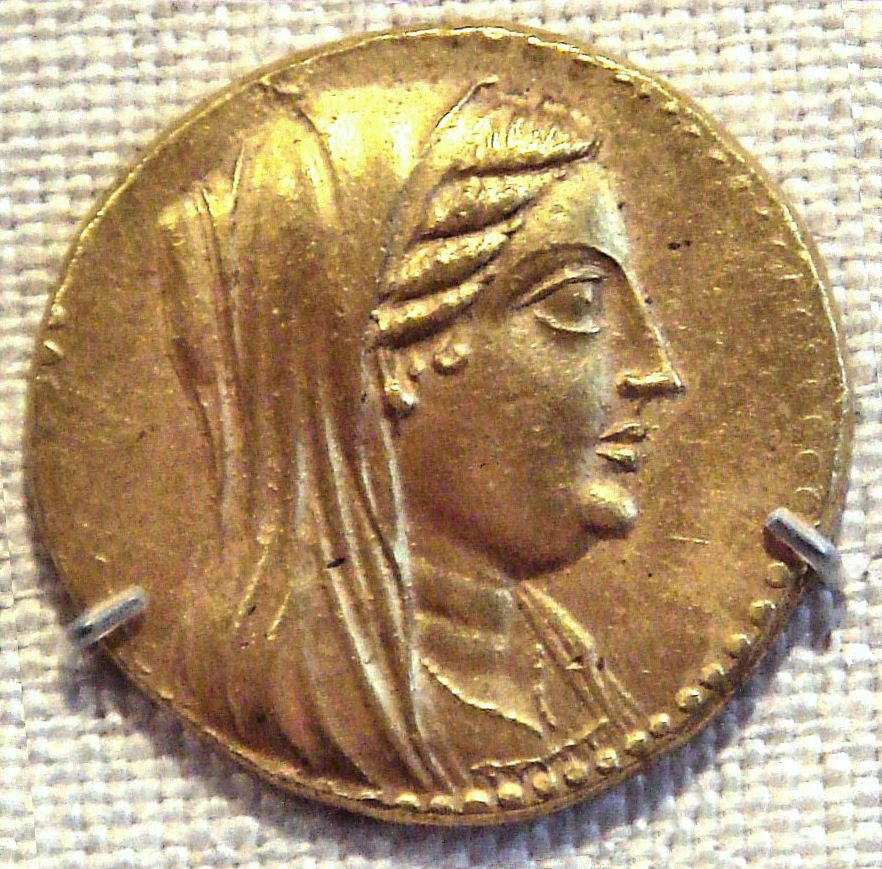
Moneta emessa durante il regno di Tolomeo III raffigurante Berenice.

### Giovinezza e primo matrimonio (267/66-246 a.C.)
Berenice nacque tra il 267 e il 266 a.C., probabilmente alla fine del mese di dicembre, a Cirene, in Nordafrica, dove il padre Magas era stato posto come governatore per conto del re d'Egitto Tolomeo I. Quando questi morì, però, Magas si ribellò e cercò di attaccare l'Egitto di Tolomeo II; fallito questo tentativo, per riconciliare i due regni, Berenice venne promessa in sposa all'erede egizio Tolomeo Evergete. Alla morte del padre nel 250 a.C., la madre Apama II, discendente dei Seleucidi, la fece fidanzare a Demetrio il Bello, figlio del re di Macedonia Demetrio I Poliorcete e fratellastro del re Antigono II Gonata, per allontanare la Cirenaica dalla sfera di influenza tolemaica; la stessa Berenice, però, fece assassinare il marito dopo solo un anno di matrimonio poiché aveva scoperto la relazione amorosa tra lui e Apama II. In seguito alla morte del fidanzato, avvenuta nel 249 a.C., si sposò con il suo precedente fidanzato Tolomeo, che nel frattempo era asceso al trono egizio, nel 246 a.C.

### Regina d'Egitto (246-221 a.C.)

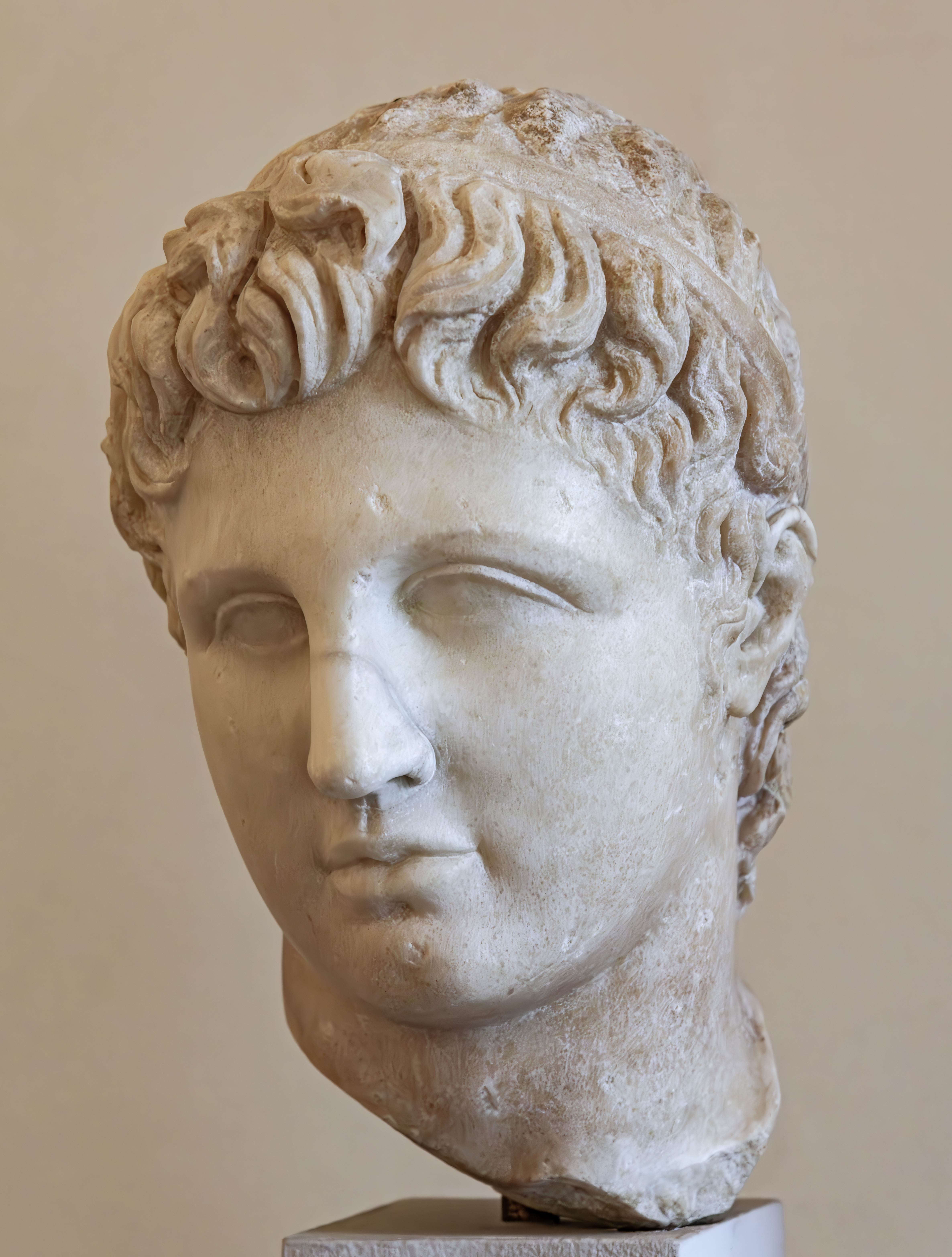
Testa di Tolomeo III, marito di Berenice II (Museo archeologico nazionale, Venezia)

Quasi subito dopo le nozze il faraone partì per la terza guerra siriaca e Berenice dedicò una ciocca dei suoi capelli alla dea Afrodite Zefirite, nel tempio a lei dedicato, per impetrare un sollecito ritorno vittorioso del marito. In seguito alla sparizione della ciocca, nacque la leggenda che i capelli della regina fossero diventati la costellazione chiamata in seguito Coma Berenices (Chioma di Berenice). Callimaco celebrò l'evento in un poema, del quale rimangono alcune righe, conservatosi nella traduzione latina di Catullo.
Verso il 243 a.C. vinse una gara nei giochi nemeani e partecipò ai giochi olimpici.
Con Tolomeo ebbe almeno quattro figli: Tolomeo IV, Magas, Arsinoe III e Berenice.
Dopo la morte del marito nel 221 a.C. Berenice fu fatta uccidere dal figlio Tolomeo, nel timore che potesse dare il trono al fratello Magas, su istigazione del ministro Sosibio.
Già inserita nel culto dinastico insieme al marito con il nome di Dei Evergeti, dopo la sua morte Tolomeo creò in suo onore un sacerdozio annuale, l'Athlophoros.

## Altro
- L'antica città cirenaica di Berenice (l'odierna Bengasi), venne ricostruita da lei e prese il suo nome.
- L'asteroide 653 Berenike, scoperto nel 1907, prende il nome da questa regina.
- Varie opere d'arte si ispirano alla leggenda della chioma di Berenice, come la scultura omonima di Ambrogio Borghi.

## Ascendenza
|                     |           |                       | Genitori              |  |  | Nonni |  |  | Bisnonni |  |  | Trisnonni |  |
|                     |           |                       |                       |  |  |       |  |  | Aminta   |  |  | …         |  |
|                     |           |                       |                       |  |  |       |  |  | Aminta   |  |  | …         |  |
|                     |           | …                     |                       |  |  |       |  |  | Aminta   |  |  |           |  |
| Filippo             |           |                       |                       |  |  |       |  |  | Aminta   |  |  |           |  |
|                     |           | …                     | …                     |  |  |       |  |  |          |  |  |           |  |
|                     |           | …                     | …                     |  |  |       |  |  |          |  |  |           |  |
|                     |           | …                     | …                     |  |  |       |  |  |          |  |  |           |  |
| Magas di Cirene     |           | …                     |                       |  |  |       |  |  |          |  |  |           |  |
|                     |           | Magas di Macedonia    | …                     |  |  |       |  |  |          |  |  |           |  |
|                     |           | Magas di Macedonia    | …                     |  |  |       |  |  |          |  |  |           |  |
|                     |           | Magas di Macedonia    | …                     |  |  |       |  |  |          |  |  |           |  |
| Berenice I          |           | Magas di Macedonia    |                       |  |  |       |  |  |          |  |  |           |  |
|                     |           | Antigone di Macedonia | …                     |  |  |       |  |  |          |  |  |           |  |
|                     |           | Antigone di Macedonia | …                     |  |  |       |  |  |          |  |  |           |  |
|                     |           | Antigone di Macedonia | …                     |  |  |       |  |  |          |  |  |           |  |
| Berenice II         |           | Antigone di Macedonia |                       |  |  |       |  |  |          |  |  |           |  |
|                     | Seleuco I | Antioco               |                       |  |  |       |  |  |          |  |  |           |  |
|                     | Seleuco I | Antioco               |                       |  |  |       |  |  |          |  |  |           |  |
|                     | Seleuco I | Laodice di Macedonia  |                       |  |  |       |  |  |          |  |  |           |  |
| Antioco I           | Seleuco I |                       |                       |  |  |       |  |  |          |  |  |           |  |
|                     |           | Apama I               | Spitamene             |  |  |       |  |  |          |  |  |           |  |
|                     |           | Apama I               | Spitamene             |  |  |       |  |  |          |  |  |           |  |
|                     |           | Apama I               | …                     |  |  |       |  |  |          |  |  |           |  |
| Apama II            |           | Apama I               |                       |  |  |       |  |  |          |  |  |           |  |
|                     |           | Demetrio I Poliorcete | Antigono I Monoftalmo |  |  |       |  |  |          |  |  |           |  |
|                     |           | Demetrio I Poliorcete | Antigono I Monoftalmo |  |  |       |  |  |          |  |  |           |  |
|                     |           | Demetrio I Poliorcete | Stratonice            |  |  |       |  |  |          |  |  |           |  |
| Stratonice di Siria |           | Demetrio I Poliorcete |                       |  |  |       |  |  |          |  |  |           |  |
|                     |           | Fila                  | Antipatro             |  |  |       |  |  |          |  |  |           |  |
|                     |           | Fila                  | Antipatro             |  |  |       |  |  |          |  |  |           |  |
|                     |           | Fila                  | …                     |  |  |       |  |  |          |  |  |           |  |
|                     |           | Fila                  |                       |  |  |       |  |  |          |  |  |           |  |